# Stenotis gracilenta
Stenotis gracilenta är en måreväxtart som först beskrevs av Ivan Murray Johnston, och fick sitt nu gällande namn av Edward Everett Terrell. Stenotis gracilenta ingår i släktet Stenotis och familjen måreväxter. Inga underarter finns listade i Catalogue of Life.